# Jean-Michel Cabanier
Pour les articles homonymes, voir Cabanier.
Pas d'image ? Cliquez ici

a Compétitions nationales et continentales officielles uniquement.

b Matchs officiels uniquement.
Jean-Michel Cabanier, né le 13 mai 1936 à Montpezat-de-Quercy, et mort le 25 avril 2010, à Montauban, est un joueur de rugby à XV international français évoluant au poste de talonneur.

## Biographie
Jean-Michel Cabanier commence le rugby avec le Cercle athlétique castelsarrasinois avant de rejoindre l'US Montauban en 1954. Avec le club montalbanais, il remporte le championnat de France en 1967 ainsi que le Challenge de l'Espérance la même année. Il reste dans ce club jusqu'en 1969 et travaille en tant qu'infirmier à l'hôpital de la ville. Puis il passe une saison avec le Stade nantais université club avant de rejoindre le Rugby olympique choletais. À Cholet, il acquiert un établissement et se lance dans la restauration.
En équipe nationale, il dispute son premier test match le 15 décembre 1963, contre l'équipe de Roumanie, et son dernier test match est contre l'équipe d'Irlande, le 27 janvier 1968 dans le cadre du tournoi des Cinq Nations. Il effectue la tournée du XV de France en Afrique du Sud en 1964. En 1967, il est aussi dans le groupe de la tournée avec l'équipe de France en Afrique du Sud en compagnie de deux de ses coéquipiers en club : Jacques Londios et Bernard Cardebat. Il y dispute deux test matchs contre les Sud-Africains et marque un essai lors de la deuxième rencontre. Il fait partie de l'équipe qui remporte le tournoi des Cinq Nations en 1967 puis le Grand Chelem en 1968.
Il est classé deuxième pour l'Oscar du Midi olympique en 1967.

## Palmarès
Avec l’US Montauban
- Championnat de France de première division :
  - Champion (1) : 1967
- Challenge de l'Espérance :
  - Vainqueur (1) : 1967

En sélection
- Tournoi des Cinq Nations :
  - Vainqueur (1) : 1967 et 1968 (Grand Chelem)

| Édition           | Rang | Résultats France | Résultats J-M. Cabanier | Matchs J-M. Cabanier |
| ----------------- | ---- | ---------------- | ----------------------- | -------------------- |
| Cinq Nations 1964 | 3    | 1 v, 1 n, 2 d    | 0 v, 0 n, 1 d           | 1/4                  |
| Cinq Nations 1965 | 2    | 2 v, 1 n, 1 d    | 2 v, 0 n, 1 d           | 3/4                  |
| Cinq Nations 1966 | 2    | 2 v, 1 n, 1 d    | 2 v, 1 n, 1 d           | 4/4                  |
| Cinq Nations 1967 | 1    | 3 v, 0 n, 1 d    | 3 v, 0 n, 1 d           | 4/4                  |
| Cinq Nations 1968 | 1    | 4 v, 0 n, 0 d    | 2 v, 0 n, 0 d           | 2/4                  |

Légende : v = victoire ; n = match nul ; d = défaite ; la ligne est en gras quand il y a Grand Chelem.

## Statistiques
De 1963 à 1968, Jean-Michel Cabanier dispute 26 matchs avec l'équipe de France au cours desquels il marque quatre essais (12 points),. Il participe notamment à cinq tournois des Cinq Nations (14 matchs). 
| Année | Compétition  | Matchs | Points | Essais |
| ----- | ------------ | ------ | ------ | ------ |
| 1963  | Test matchs  | 1      | -      | -      |
| 1964  | Cinq Nations | 1      | -      | -      |
| 1964  | Test matchs  | 1      | -      | -      |
| 1965  | Cinq Nations | 3      | 3      | 1      |
| 1965  | Test matchs  | 2      | -      | -      |
| 1966  | Cinq Nations | 4      | -      | -      |
| 1966  | Test matchs  | 2      | -      | -      |
| 1967  | Cinq Nations | 4      | 3      | 1      |
| 1967  | Test matchs  | 6      | 6      | 2      |
| 1968  | Cinq Nations | 2      | -      | -      |
| Total | Total        | 26     | 12     | 4      |